# Famille Ceccaldi
La famille Ceccaldi et Colonna-Ceccaldi est une famille subsistante de la noblesse française, originaire de Corse qui s'est distinguée par les fonctions politiques et militaires occupées par ses membres.

## Histoire
La famille Ceccaldi fut maintenue dans sa noblesse le 21 février 1772, par arrêt du Conseil supérieur de l'île après avoir prouvé sa descendance de Sebastiano Ceccaldi vivant en 1558. Celui-ci était issu de Ceccaldo d'Omessa. Il fut père de Marc-Antonia Ceccaldi, historien distingué, ambassadeur de la république de Corse à Gênes.
Un Ceccaldi figure avec le titre de comte dans un acte du 16 décembre 1548[réf. nécessaire]. André Colonna-Ceccaldi, ardent patriote, fut nommé en 1729 généralissime des armées de Corse. Il reçut en 1736 le titre de comte par lettres de Théodore de Neuhoff, roi de Corse, avec dotation de l'étang de Chiurchino.
Les descendants de cette famille sont présents dans plusieurs villages de l'île sous le nom de Ceccaldi ou Colonna-Ceccaldi[réf. nécessaire].

## Personnalités
- Marc' Antonio Ceccaldi (v. 1521-1561), historien
- Tiburce Colonna-Ceccaldi (1832-1892), consul à Larnaca (Chypre), archéologue
- Dominique François Ceccaldi (1833-1897), préfet de Corse (1870-1871), député de Corse (1886-1889 puis 1890-1897), avocat
- Pascal Ceccaldi (1876-1918), député de l'Aisne (1906-1918), conseiller général de l'Aisne (1907-1918), président du conseil général de l'Aisne (1917-1918), journaliste, neveu du précédent
- Roger Ceccaldi (1913-2007), colonel, compagnon de la Libération, grand officier de la Légion d'honneur
- Pierre Ceccaldi-Pavard (1921-2004), maire de Dourdan (1959-1983), conseiller général du canton de Dourdan (1973-1979), sénateur de l'Essonne (1977-1986)
- Daniel Ceccaldi (1927-2003), acteur, auteur et metteur en scène, frère du précédent

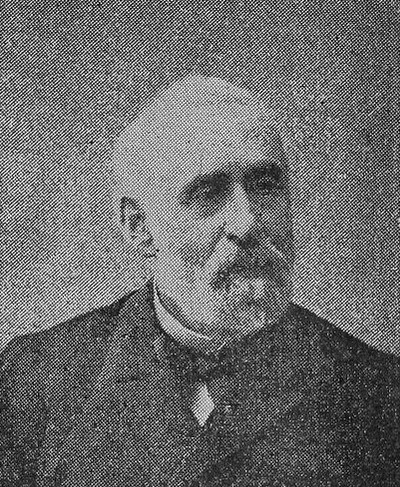
Dominique François Ceccaldi (1833-1897)
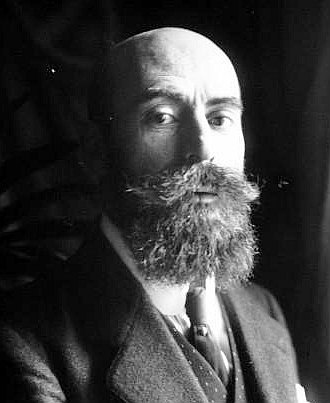
Pascal Ceccaldi (1876-1918)
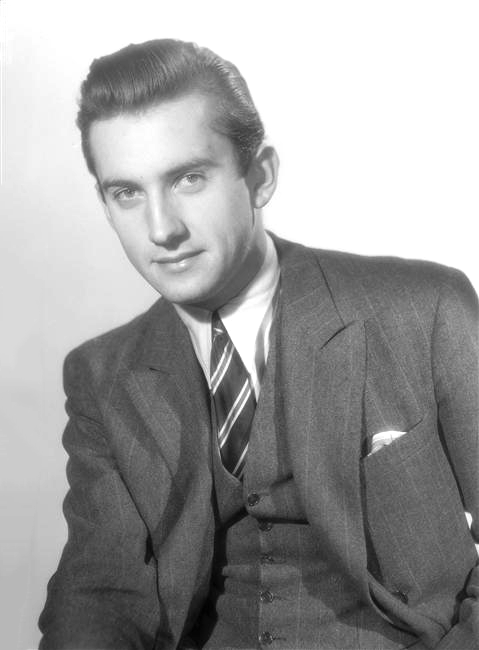
Daniel Ceccaldi (1927-2003)

## Titres et armoiries

### Titres
- Comte Ceccaldi (1736)

### Armoiries
« Écartelé : au I, de gueules à une main senestre d'argent mouvante de l'angle dextre du chef et tenant une palme d'or posée en barre ; au II, de gueules à trois mitres épiscopales d'or ; au III, à une colonne d'argent au socle et chapiteau d'or surmontée d'une couronne du même ; au IV, de gueules à une tour d'or accolée de deux colonnes d'argent. »